# 臺北市忠烈祠
 臺北市忠烈祠，位於臺灣臺北市南港區軍人公墓內的祭殿，由臺北市政府兵役局管理。

## 歷史
1969年，由當時行政院長蔣經國指示成立首都軍人公墓，臺北市兵役處選定南港建立臺北市軍人公墓。1987年8月1日，臺北市兵役處成立「臺北市軍人公墓管理所」。
1992年健康幼稚园火烧车事件中，幼稚园老师林靖娟（1960年12月－1992年5月15日）奋勇抢救幼童不幸身亡。1999年9月3日（军人节），台北市忠烈祠将林靖娟的牌位入祀，林靖娟女士成为第一位入祀忠烈祠的非中华民国国军军人烈士。
2003年，所屬忠烈祠入祀中法戰爭清軍烈士。9月3日，因嚴重急性呼吸系統綜合症（SARS）疫情染疫殉職的和平醫院護理長陳靜秋、護理師林佳鈴、醫護人員陳呂麗玉、蔡巧妙及楊淑媜、仁濟醫院護理師胡貴芳與替代役男郭國展等7人入祀臺北市忠烈祠。
2006年3月1日，裁併臺北市軍人公墓管理所，直屬於兵役處權益編管科之軍墓股。2011年12月20日，臺北市政府兵役處改制為臺北市政府兵役局。

## 外部連結
- 臺北市政府兵役局-軍人公墓 （页面存档备份，存于）